# Noul Eldorado
Noul Eldorado (titlul original Új Eldorádó) este un film documentar unguresc din 2004 realizat de Tibor Kocsis. 
Documenatrul face o paralelă între dezastrul ecologic de la Baia Mare din anul 2000 când a avut loc o scurgere de cianură care a afectat mai multe râuri, inclusiv Dunărea și viitoarea exploatare miniera propusă de o companie Canadiană Roșia Montană Gold Corporation, din Roșia Montană, cea mai veche localitate atestată documentar.

## Premii
- Premiul criticilor de film (2005) pentru cel mai bun documentar decernat de Hungarian Film Critics Awards.
- Cel mai bun documentar (2005) decernat de Hungarian Film Week.[3]